# Luqiao Xiang
Luqiao Xiang (kinesiska: 路桥乡, 路桥) är en socken i Kina. Den ligger i provinsen Hebei, i den norra delen av landet, omkring 370 kilometer söder om huvudstaden Peking. Antalet invånare är 36 889. Befolkningen består av 18 881 kvinnor och 18 008 män. Barn under 15 år utgör 26,0 %, vuxna 15-64 år 66 %, och äldre över 65 år 6,0 %.
Genomsnittlig årsnederbörd är 618 millimeter. Den regnigaste månaden är juli, med i genomsnitt 214 mm nederbörd, och den torraste är januari, med 4 mm nederbörd.